# 青森県立木造高等学校深浦校舎
青森県立木造高等学校深浦校舎（あおもりけんりつ きづくりこうとうがっこうふかうらこうしゃ、Fukaura Branch of Aomori Prefectural Kizukuri High School）は、かつて青森県西津軽郡深浦町大字広戸字家野上にあった県立の高等学校分校。
総合学科を有している。

## 概要
歴史
1948年（昭和23年）に青森県鰺ヶ沢高等学校の定時制分校として設置された。1957年（昭和32年）に深浦町立の高等学校として独立、1970年（昭和45年）に青森県に移管され県立の高等学校となる。2007年（平成19年）に青森県立木造高等学校の分校となった。
2023年（令和5年）3月で閉校し、県から深浦町に譲渡され、計画では町の公民館の機能が移転して生涯学習拠点として利活用される。
設置課程・学科
全日制課程 総合学科 - 2系列（人文社会系列・流通ビジネス系列）
校訓・校章・校歌
青森県立木造高等学校本校と同じものを使用している。
旧校訓・旧校章・旧校歌（深浦高等学校時代）
- 旧校歌 - 作詞は小野正文、作曲は木村繁による。歌詞は3番まであり、各番に校名の「深浦高等学校」が登場する。

## 沿革
- 1948年（昭和23年）
  - 6月 - 「青森県鰺ヶ沢高等学校深浦分校」（定時制）が設置される。設置者は深浦町。
  - 7月 - 「青森県鰺ヶ沢高等学校大戸瀬分校」（定時制）が設置される。設置者は大戸瀬村。
- 1951年（昭和26年）3月1日 - 「青森県立鰺ヶ沢高等学校深浦分校」に改称。ただし分校の設置者は深浦町のまま。
- 実施年月日不明 - 大戸瀬分校を深浦分校に統合。
- 1955年（昭和30年）7月29日 - 町村合併により、大戸瀬村が深浦町に統合される。
- 1957年（昭和32年）4月1日 - 「青森県深浦高等学校」（定時制普通課程）として独立。設置者は深浦町。
- 1960年（昭和35年）4月1日 - 通常制商業課程（後の全日制課程商業科）を設置。
- 1962年（昭和37年）4月1日 - 通常制商業課程を全日制課程商業科に、定時制普通課程を定時制課程普通科に改称。
- 1970年（昭和45年）4月1日 - 青森県に移管され、「青森県立深浦高等学校」に改称。定時制課程の募集を停止し、全日制課程普通科を新設。
- 2007年（平成19年）4月1日 - 青森県立木造高等学校に統合され、「青森県立木造高等学校深浦校舎」（現校名）と改称。同日、普通科と商業科の募集を停止し、総合学科を新設。
- 2009年（平成21年）3月31日 - 普通科と商業科を閉科。
- 2021年（令和3年） - 新入生募集停止[4]。総合学科2年及び3年の各1学級となる。
- 2023年（令和5年）3月31日 - 閉校。なお、校舎は、深浦町公民館として使用される予定[5]。

## エピソード
- 1998年（平成10年）7月18日に青森県営野球場で行われた第80回全国高等学校野球選手権青森大会2回戦の深浦 - 東奥義塾が、 0 - 122 （7回コールド）という記録的大差がつく一戦となり、大敗を喫した深浦高校野球部（部員10人。うち1年生6人）が一躍話題となった。詳細は全国高等学校野球選手権大会に関するエピソード#122得点を参照。

|          | 1  | 2  | 3  | 4  | 5  | 6  | 7  | R   | H  |
| -------- | -- | -- | -- | -- | -- | -- | -- | --- | -- |
| 東奥義塾 | 39 | 10 | 11 | 17 | 16 | 12 | 17 | 122 | 86 |
| 深浦     | 0  | 0  | 0  | 0  | 0  | 0  | 0  | 0   | 0  |

- 2011年（平成23年）8月には、JAY'EDと若旦那のコラボレーション曲「Toy box」のプロモーションビデオに当時の野球部員が出演、当時の試合から十数年を経た元野球部員それぞれの今の姿をうかがい知ることが出来る。

## 参考資料
- 高校教育における総合学科の現状と課題～普通科からの改編 (PDF)  p.46（2008年（平成20年度）, 著:鈴木理夫）- 東北公益文科大学ウェブサイト